# Альберто Ундіано Мальєнко
Альберто Ундіано Мальєнко (ісп. Alberto Undiano Mallenco, нар. 8 жовтня 1973, Памплона, Іспанія) — іспанський футбольний арбітр. Арбітр ФІФА з 2004 року. Працював на чемпіонаті світу 2010 року. Також є соціологом.
З осені 2016 обслуговує відбіркові матчі чемпіонату світу 2018.